# Історія Ліхтенштейну
Територія, яку зараз займає Князівство Ліхтенштейн, була політично визначена у 814 році з утворенням провінції Нижня Реція. Межі Ліхтенштейну залишаються незмінними з 1434 року, коли по річці Рейн було встановлено кордон між Священною Римською імперією та швейцарськими кантонами.

## Доісторичний період

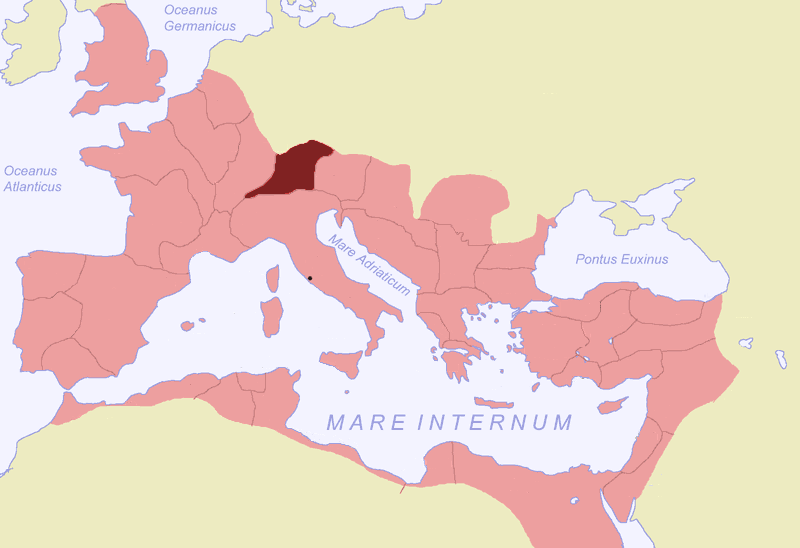
Римська провінція «Реція» (виділена темно-червоним кольором) бл. 120 року н. е.

Археологічні знахідки поблизу Гутенберзького замку та у місцевості Ешнерберг свідчать про те, що нинішня територія Ліхтенштейну була заселена ще з часів неоліту (5 тисячоліття до н. е.). Під час розкопок, проведених на схилах пагорба і у дворі замку Гутенберг були знайдені бронзові фігурки. Оскільки долина Рейну була болотистою та часто страждала від повеней, заселялися, переважно, ті місцевості, які знаходилися вище долини.

## Античні часи
Римські дороги перетинали регіон з півночі на південь, через Альпійський перевал Шплюгенпасс (нім. Splügenpass), перетинаючи Альпи та виходячи на краю заплави на правому березі Рейну, який довгий час залишався незаселеним через періодичні повені. Римські поселення були виявлені в селах Шанвальд і Нендельн. З часом мова римських поселенців — латина, змішалася із мовою тубільного населення, у результаті чого виникла ретороманська мова.
У IV ст. на територію сучасного Ліхтенштейну поширилося християнство. Першим відомим у цих краях євангельським проповідником був Святий Луціус Чурський.
За часів пізньої Римської імперії, на півночі Алеманнії для захисту кордонів від германських племен було збудовано форт Шан, залишки якого збереглися до наших днів.

## Середньовіччя

### Раннє середньовіччя
Після падіння Римської імперії сучасну територію Ліхтенштейну почали активно заселяти племена алеманів. У VIII ст. частина Реції була включена до складу Франкської держави, та ділилася на частини протягом подальшого часу. У джерелах, датованих 842 роком, вперше згадуються сучасні населені пункти Ліхтенштейну, зокрема Бальцерс, Ешен та Шан.

### Графства
Між Х ст. та 1152 роком територія Реції належала Графству Брегенц. Після угасання роду графів Брегенц територія, що їм належала, була розділена серед спадкоємців. Згодом ці землі стали частиною Швабського герцогства. Коли Швабія припинила своє існування у 1268 році, усі піддані герцогства стали васалами імперського престолу (те ж саме відбулося з Вестфалією, коли Саксонське герцогство було розділене на декілька князівств після придушення повстання Генріха Лева).
Середньовічне Вадуцьке графство було утворене у 1342 році, як мала частина Верденберзького графства династії Монфор (нім. Grafen von Montfort). Рід графів Вадуц припинив своє існування у 1416 році. Території, які їм належали, перейшли у володіння графів Брандис. Вони також придбали феод Шелленберг. Таким чином, у 1434 році сформувалися сучасні кордони Ліхтенштейну, які охоплювали Оберланд (графство Брандис) та Унтерланд (феод Шелленберг).

### Війни
У XV столітті відбулися три війни: Стара Цюрихська війна (1444—1446), Швабська війна (1499—1500) та Аппенцелльска війна (1505). У результаті цих війн графство понесло значні руйнування. Велике значення у історії Ліхтенштейну мала Швабська війна, оскільки по її закінченню був остаточно встановлений кордон між Швейцарською конфедерацією та Священною Римською імперією.

### Розвиток у XVI сторіччі
Останній граф Брандис продав Вадуц та Шелленберг графам Зульц, які володіли цими землями до 1613 року. Графи Зульц не підтримали Реформацію, і на території сучасного Ліхтенштейну католицька церква залишилася панівною. 1613 року графи Зульц продали території, що їм належали, графству Хоенемс (Форарльберг), правителі якого були зацікавлені у створенні буферної держави між Австрією та Швейцарією.

### Тридцятирічна війна
У ході Тридцятирічної війни (1618—1648 роки) до Ліхтенштейну вторглися війська Австрійської імперії та Швеції. Після війни правителі графства Хоенемс залізли у борги та змушені були розпродати власні володіння, серед яких, Вадуц та Шелленберг.

## Нові часи
Впродовж XVII-го століття країна була уражена чумою та страждала від полювання на відьом, у результаті якого понад 100 осіб зазнали переслідувань та були страчені.
Династія Ліхтенштейнів, від якої князівство отримало свою назву, а не навпаки, носить назву від замку Ліхтенштейн (нім. Schloss Lichtenstein) у Нижній Австрії, яким вони володіли щонайменше з 1140 до XIII-го сторіччя та з 1807 року до теперішнього часу. Протягом століть династія скуповувала великі земельні ділянки переважно у Моравії, Нижній Австрії та Штирійському герцогстві. Але усі ці великі та багаті території були частинами феодальних маєтків інших, більш великих феодалів, зокрема, представників різних гілок родини Габсбургів, у яких багато членів родини Ліхтенштейнів були придворними радниками. Тож не маючи земель, що підпорядковуються безпосередньо імператорському престолу, династія Ліхтенштейнів була не в змозі відповідати основному критерію для отримання права на засідання у Рейхстазі Священної Римської імперії, хоча їм було присвоєно ранг князів наприкінці XVII-го століття.
Князь Ганс Адам Андреас  купив володіння Шелленберг у 1669 році та Вадуцьке графство у 1712 році. Він також мав великі землеволодіння в Австрії, Богемії та Моравії, але ці землі не підпорядковувалися безпосередньо імперії. Таким чином, князь був позбавлений права доступу до Ради князів, і тих привілеїв, які б воно спричинило за собою.
23 жовтня 1719 указом імператора Карла IV князівство Шелленберг і графство Вадуц були об'єднані у князівство Ліхтенштейн, першим князем якого і став Антон Флоріан фон Ліхтенштейн . У період з 1703 по 1711 рік, під час Війни за іспанську спадщину Антон Флоріан служив головним скарбником та прем'єр-міністром при дворі ерцгерцога Карла, що став згодом імператором Карлом VI. За свої заслуги Антон Флоріан отримав титул іспанського гранда.

## ХІХ сторіччя
Ліхтенштейн став суверенною державою у 1806 році, після створення Наполеоном Рейнського союзу після розпаду Священної Римської імперії.
У 1804 році у Франції почалася епоха імперії Наполеона Бонапарта. Незважаючи на це, Ліхтенштейн зберіг свою незалежність до 1815 року. Після утворення Німецького союзу (нім. Deutscher Bund) Ліхтенштейн увійшов до його складу, у якому і перебував до розпаду союзу, що відбувся через поразку Австрійської імперії в Австро-Прусської війні.
Згодом, у 1818 році, Йоганн I надав Ліхтенштейну Конституцію, але вона була обмежена за своєю природою. Так само у 1818 році відбувся перший візит члена родини Ліхтенштейнів, принца Алоїза II. У 1848 році ліхтенштейнський історик Петер Кайзер був обраний представником Ліхтенштейну на Франкфуртських національних зборах. Завдяки близькості Петера Кайзера до Алоїза II Ліхтенштейну вдалося уникнути революційних потрясінь.
У 1862 році була прийнята Нова конституція, яка передбачала представництво населення у парламенті. У 1868 році, після розпаду Німецького союзу, Ліхтенштейн розпустив свою армію, що складалася із 80 осіб та оголосив про свій постійний нейтралітет, якого князівство дотримувалося під час обох світових воєн.

## Ліхтенштейн під час світових воєн
До кінця Першої світової війни Ліхтенштейн був тісно пов'язаний з Австрією, але економічний збиток, понесений через військовий конфлікт, змусив країну укласти митний та валютний союз зі Швейцарією. У 1919 році Ліхтенштейн та Швейцарія підписали договір, за яким Швейцарія брала на себе представництво інтересів Ліхтенштейну на дипломатичному та консульському рівні у тих країнах, де він не був представлений.
Навесні 1938 року, одразу ж після Аншлюсу, 84-річний князь Ліхтенштейну Франц I зрікся престолу, призначивши своїм наступником свого 31-річного троюрідного брата Франца Йосифа II. Хоча князь Франц I стверджував, що він відрікся від престолу через свій вік, вважається, що насправді він не хотів залишатися на престолі у той час, коли Німеччина поглине Ліхтенштейн.
22 липня 1929 Франц одружився у Відні з Єлизаветою фон Гутманн, дворянкою єврейського походження. Місцеві нацисти звертали увагу на її національність. Хоча Ліхтенштейн не мав офіційної нацистської партії, партія Патріотичний союз роками симпатизувала і надавала підтримку нацистського руху.
Князь Франц Йосип II став першим князем держави, що мав постійну резиденцію саме у Ліхтенштейні.
Впродовж Другої світової війни Ліхтенштейн залишався нейтральним, попри те, що сімейні реліквії з військової зони були вивезені для збереження в Ліхтенштейн (і Лондон). Після війни Чехословаччина та Польща ініціювали повернення того, що вони вважали німецькою власністю, заявивши свої права на родинні землі та володіння династії Ліхтенштейнів у Богемії, Моравії та Сілезії (князі Ліхтенштейну жили у Відні до Аншлюсу). Експропріації піддалися більше 1600 км2 сільськогосподарських і лісових угідь, у тому числі кілька замків та палаців родини. Громадянам Ліхтенштейну було заборонено в'їжджати на територію Чехословаччини під час холодної війни.
Ліхтенштейн надав політичний притулок близько п'яти сотням солдат із Першої російської національної армії (військове формування, яке діяло у складі вермахту у роки Другої світової війни під керівництвом Смисловського). Ця подія увіковічена у Російському пам'ятнику (пам'ятник позначений на всіх туристичних картах країни) на межі міста Гінтер-Шелленберг (нім. Hinterschellenberg). Закон про надання притулку мав величезне значення для князівства, оскільки країна була бідною, і відчувала великі труднощі із забезпеченням їжею та житлом такої великої групи біженців. Зрештою, Аргентина погодилася надати постійне житло і політичний притулок біженцям.

## Післявоєнний час
Перебуваючи у важкому фінансовому становищі після війни, династія Ліхтенштейнів часто вимушена була продавати художні цінностей сім'ї, включаючи, наприклад, портрет «Джиневра Бенчі» Леонардо да Вінчі, який був придбаний Національною галерей мистецтв США у 1967 році.
Однак протягом наступного десятиліття Ліхтенштейн почав процвітати після модернізації своєї економіки завдяки залученню багатьох компаній через низькі податкові ставки. Ліхтенштейн ставав все більш значущим фінансовим центром у Європі. У 1998 році принц Ганс-Адам II став наступником свого батька на престолі. У 1996 році Росія повернула родині Ліхтенштейнів архіви, тим самим закінчивши давню суперечку між двома країнами.
У 1978 році Ліхтенштейн став членом Ради Європи, потім у 1990 році приєднався до Організації Об'єднаних Націй, у 1991 році — до Європейської асоціації вільної торгівлі (ЄАВТ), і увійшов до Європейської економічної зони (ЄЕЗ) та Світової організації торгівлі (СОТ) в 1995 році.

## Ліхтенштейн у ХХІ сторіччі
На референдум 16 березня 2003 було винесено питання про внесення значних змін до конституції, щодо збільшення влади монарха до рівня монархів інших Європейських країн. Правлячий Князь Ганс-Адам II обіцяв залишити країну у випадку поразки на референдумі, але здобув перемогу, набравши 64,3 % голосів. Нова Конституція дала Князю право розпускати уряд, стверджувати суддів і накладати вето на закони, просто відмовляючись підписувати їх протягом 6 місяців.
15 серпня 2003 Ганс-Адам II заявив, що він піде у відставку протягом одного року і передасть керівництво країною своєму синові, Наслідному Князю Ліхтенштейну Алоїзу.
1 липня 2007 року правлячий князь Ліхтенштейну, Ганс-Адам II, і прем'єр-міністр Ліхтенштейну, Отмар Гаслер, вперше в історії Князівства призначили доктора Брюса Аллена (англ. Bruce S. Allen) та Леодіса Метьюза (англ. Leodis C. Matthews), які є американцями, Почесними Консулами Ліхтенштейну.